# Valgejärv
Valgejärv är en sjö i Estland.   Den ligger i landskapet Harjumaa, i den västra delen av landet, 50 km sydväst om huvudstaden Tallinn. Valgejärv ligger 40 meter över havet.  I omgivningarna runt Valgejärv växer i huvudsak blandskog.